# トヨタ・クレシーダ

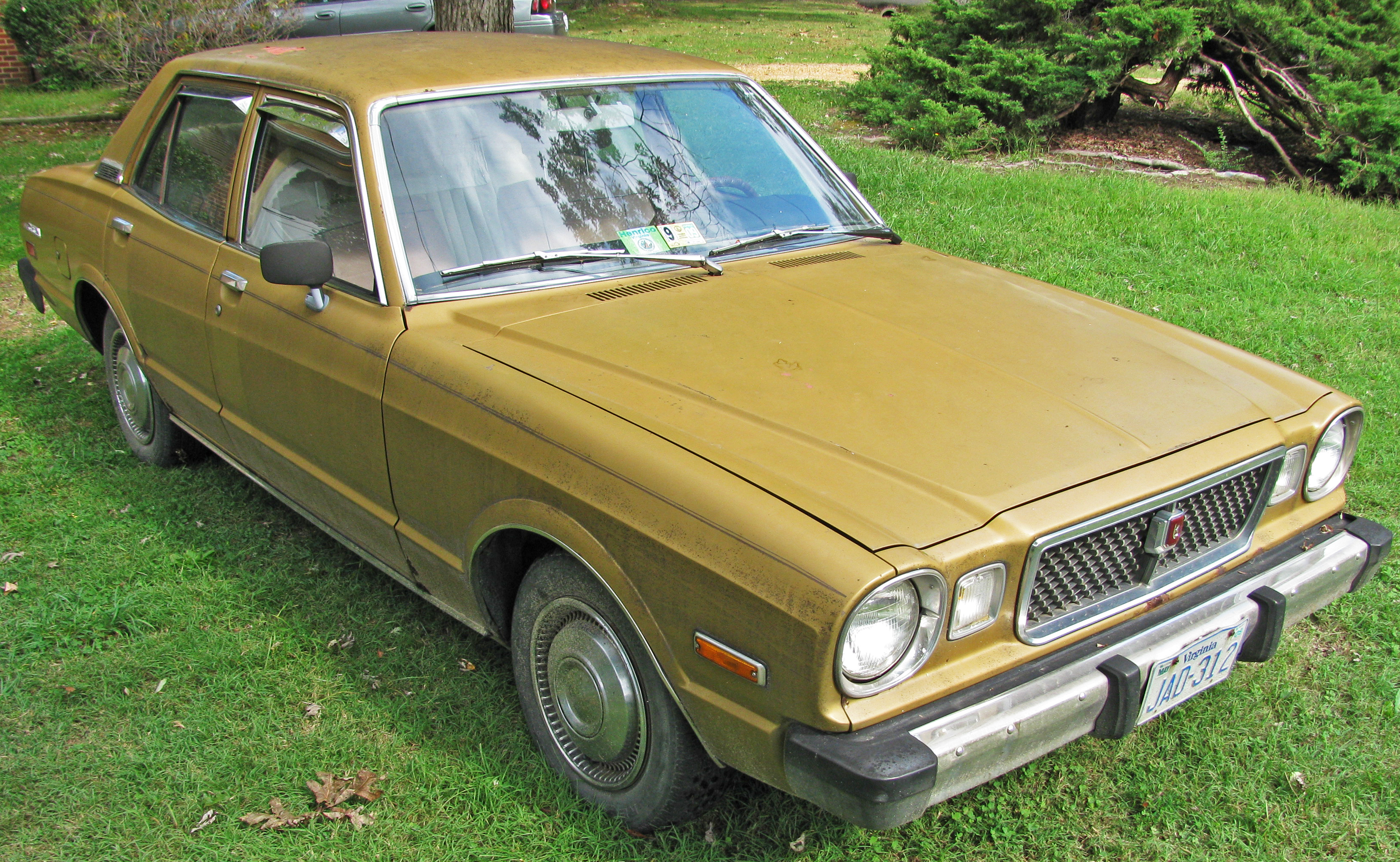
MX30クレシーダ・セダン（北米仕様）

クレシーダ（Cressida、英発音"クレシダ" ）は、トヨタ自動車で生産されていたセダンタイプまたはワゴンタイプの中型乗用車（Dセグメント）。マークII・チェイサー（初代のみ）・クレスタ(2代目以降）の海外仕様車にあたる。

## 概要
生産は日本のみならずジンバブエ、南アフリカ、インドネシアでも行われ、アメリカ合衆国を中心とした各国へと輸出されていた。生産期間は1976年から1992年までで、4代にわたって製造された。
セダンは歴代のマークIIの最大排気量モデル（2.6L、2.8L、3.0L）から構成され、当時のアメリカ市場におけるトヨタブランドの最高級車として販売されていた。初代にはセダン・ワゴンのほかに2ドアハードトップが設定され、3代目はセダン・ワゴンのほかに4ドアハードトップが設定された。
生産終了後、直系の後継車はリリースされず、アバロンが市場を引き継いだ。

## 初代 RX/MX30系（1976年 - 1980年）

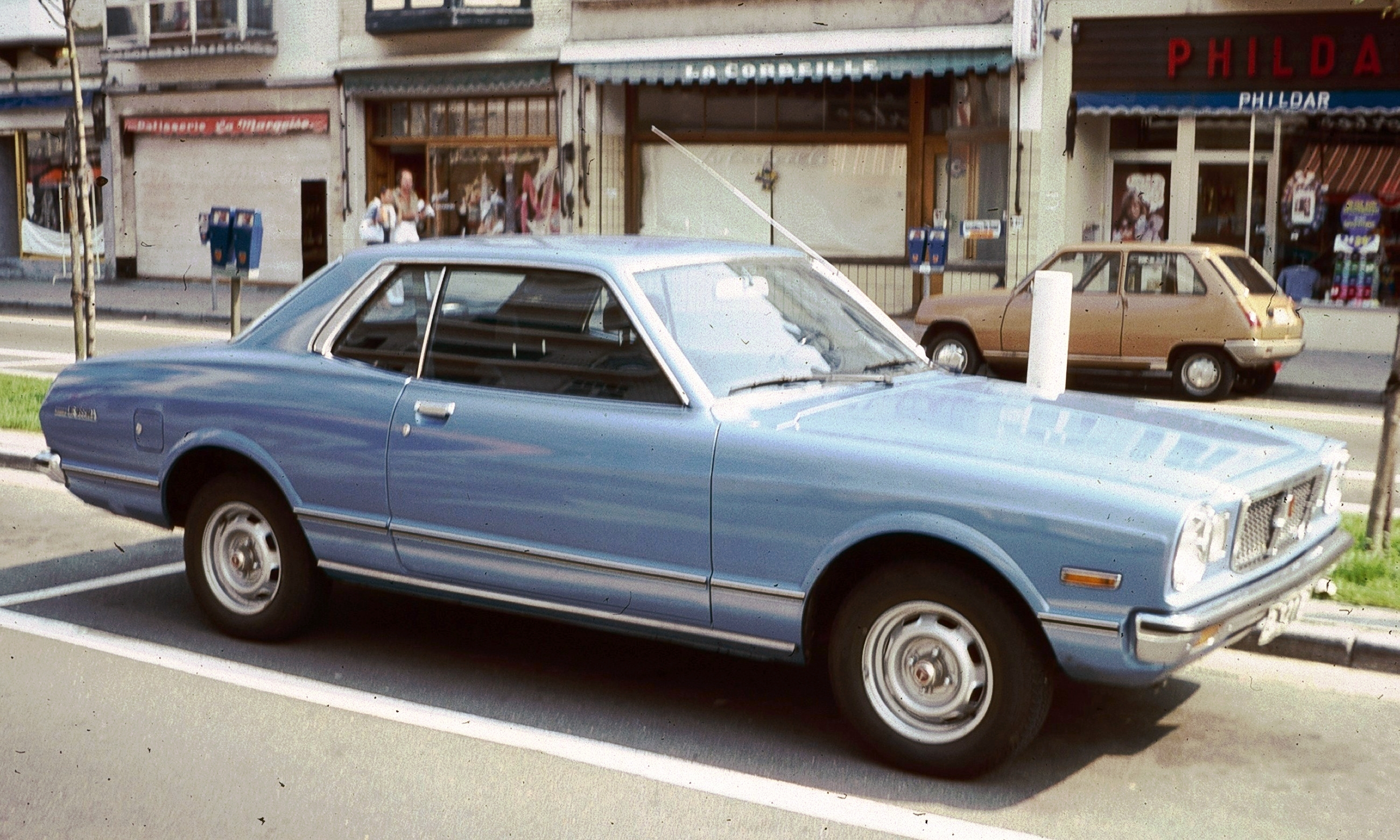
MX30クレシーダ・ハードトップ（欧州仕様）

この代のみ2ドアハードトップ（クーペ）が存在し、ヨーロッパなどに輸出されていたが、北米仕様には設定されておらずセダンとワゴンのみ、カナダはセダンのみであった。北米、カナダ、オーストラリア等には4M型6気筒2.6Lエンジンが、その他の地域には18R型4気筒2.0Lエンジンが搭載されていた。
グリルとヘッドライトの間にあるランプは、北米仕様車についてはポジション・ランプ兼方向指示器として、その他の国向けには、日本仕様のX30/40型マークII同様に車幅灯として機能する。

## 2代目 X60系（1981年 - 1984年）

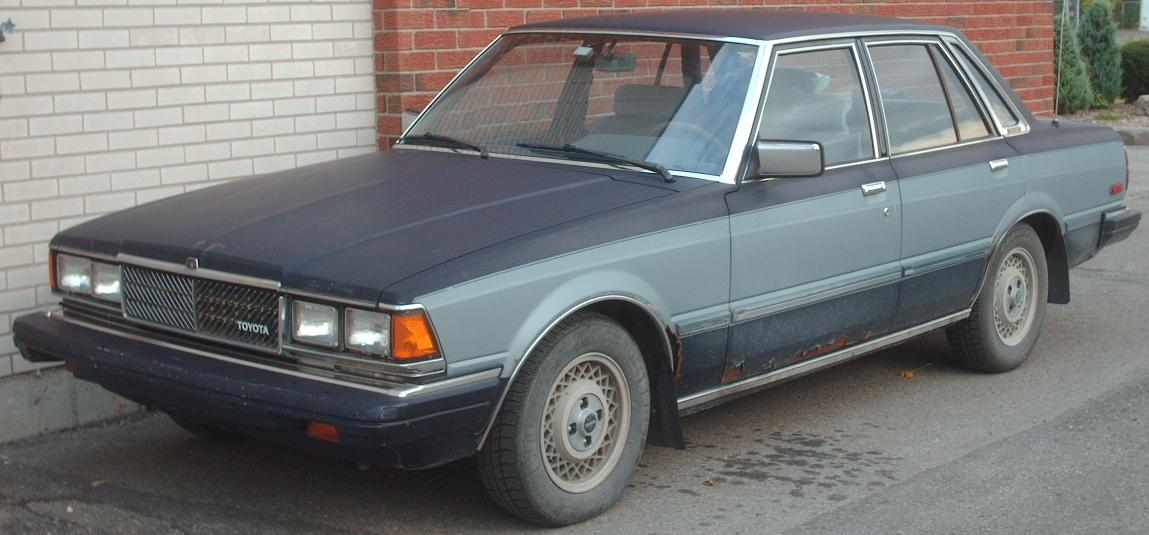
MX63クレシーダ・セダン（北米仕様）

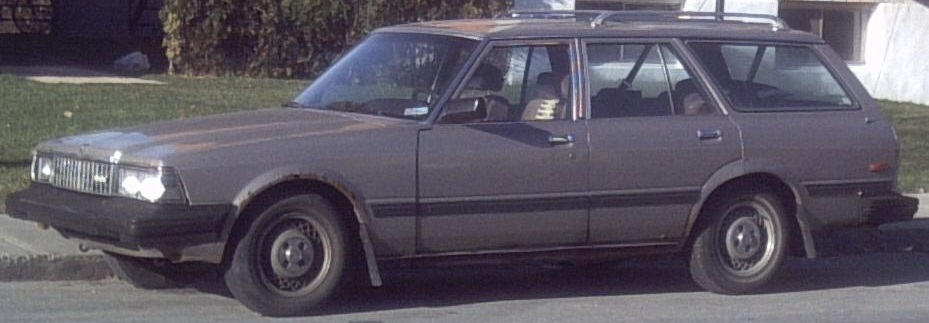
MX62クレシーダ・ワゴン（北米仕様）

2ドアハードトップが消滅し、セダンとワゴンのみとなった。また、東南アジア・オセアニア向けについては、同時期に販売されたチェイサーのフロントマスクを流用していた。エンジンは5M-E/5M-GE型 2.8Lを搭載。

## 3代目 X70系（1985年 - 1988年）
ボディパネルは日本向けマークIIセダンをベースとし、クレスタのフロント周りのパネルを流用していた。歴代のクレシーダの中で最も販売台数が多いモデルでもあった。
北米仕様（セダン・ワゴン）
- 85年モデル - 4door-luxury Sedan、および5door-luxury wagonの2グレード設定。排気量2.8 Lの5M-GEUが全車に搭載され、5速マニュアルトランスミッションもしくは4速オートマチックトランスミッションのいずれかから選択できた。5速MTはW58、ATはA43DE。

日本仕様にはないミラーヒーター、本革シート（セダン）やルーフラック（ワゴン）など独自の装備が設定される。アメリカとカナダで5マイルバンパーや側面の灯火類など共通の項目が多いが、アメリカ仕様ではマイルを基準としたスピードメータ、オートマチックシートベルトを装備、カナダ仕様ではキロメーターを基準としたメーター、3点式のシートベルト、ヘッドライトウォッシャーが標準装備され各国の法規に合致させるため、若干仕様が異なる。米国仕様はスポーツパッケージの選択により、ヘッドライトウォッシャーの選択が可能。
- 86年モデル - サードストップランプ、セキュリティ機能が追加される。ワゴンではサードストップランプが追加されたことにより、リアのワイパーワーム部分の長さを変更。
- 87年モデル - エクステリアではグリルやヘッドライト、テールランプなどの意匠が変更された。インテリアについてもエアコンの操作パネルやサテライトスイッチなどが変更された。4速ATがA43DEからA340Eに換装。メーカーオプションで選択可能なスーパーモニター（日本仕様ではスーパーモニタリングディスプレイ）は時計、カレンダー、平均速度、燃料消費量、エンジンオイル交換時期などを知ることが出来、86年モデルまで搭載されていた誕生日に曲が流れたりするなどのメロディ機能などが簡略化され、87年モデルでは廃止。
- 88年モデル - ワゴンが廃止され、セダンのみの設定となる。トランスミッションも4速ATのみの設定となった。

欧州仕様
2.8i（セダン・ワゴン）  GL、GLX、GLI（セダン）/KOMBI GL（ワゴン）の5グレード構成。エンジンは5M-GEU、5M-E（スイスのみ）、1G-GEU、2L-Tが搭載される。欧州の法規に合わせサイドウィンカー、ワゴンのリアシートに3点式シートベルト、バックフォグ（KOMBIはバックドア埋め込み）、ヘッドライトウォッシャーが装着される。
なお、欧州モデルのヘッドライトウォッシャーは北米仕様とは異なり、日本国内のチェイサー同様にノズル部分はバンパーに取り付けられたものとなっている。
オーストラリア仕様（セダン）
前期型はGLX-iのみの1グレード、セダンのみの設定。エンジンは5M-E。トランスミッションは4速ATの設定のみ。
後期型ではグリルやテールランプなどの意匠が変更された。GL、GLX-iの2グレード構成で、搭載されるエンジンが5M-GEUに換装された。
中東仕様（セダン・ハードトップ・ワゴン）
GL、GLX、XL、GRANDE、GT、GTXの6グレード構成。エンジンは1G-E、21R、22R、5M-Eである。意匠としての特徴は、北米仕様と同様の5マイルバンパー、ボンネットマスコットが全モデルに搭載される点である。
ハードトップにはGTX2.8と書かれたサイドストライプ、セダン・ワゴンの初期モデルは日本国内のクレスタに採用された四灯式ヘッドライトが搭載されるが、85年以降は他の地域同様に2灯式ヘッドライトに改められた。
日本国内でもマークIIワゴン（GX70G）にクレスタ（GX71）の角型四灯式のフロントマスクを流用するといったカスタムが存在するが、中東向けについては規格ヘッドライトの部品入手のしやすさから、実はこのカスタムと同様の組み合わせがメーカーで設定され、販売されていた。
南アフリカ仕様（セダン・ワゴン）
85年-88年モデルは現地生産だったこともあり、独自のバリエーションが設定されている。
 2.8iツインカム、2.8RSi、2.4GLE、2.4GL、2.4GL WAGON、GLi-6、1.8LSの7グレード構成。エンジンは5M-GEU、22R、1G-E、2Y。2.8iツインカムでは本革シート、2.8RSiではボディ同色のシートベルトが組み合わされる。
88-93年モデルでは、他の地域ではX80型にモデルチェンジされたが継続販売される。3.0i、3.0GLS、GLi-6、2.4GL、2.4GLE、2.0GS、2.0GSEの7グレード構成。2.4GL、2.4GLEにはセダンとワゴンの設定がある。エンジンは7M-GE、1G-FE、22R、3Y。A70スープラ、Z20ソアラなどに搭載された7M-GE搭載の車両（型式：MX75）は南アフリカのみの設定であり、他の地域では存在しない。
一般輸出仕様（セダン・ワゴン）
GL、GLX-i、GLX、XLの4グレード構成。エンジンは仕向け地によるが、5Ｍ-GEU、5M-E、22R、21R、1G-E、2L。ワゴンはXLのみの設定。短いバンパーや、横長タイプのナンバーに対応させたセンターガーニッシュが省略されたリア周りなど、全体的には欧州や豪州の仕様に近い外観であるが、サイドウィンカーなどが省略される。
3タイプのボディのうち、4ドアセダンは仕向け地にもよるが唯一サンルーフの設定が存在した。

## 4代目 X80系（1989年 - 1992年）

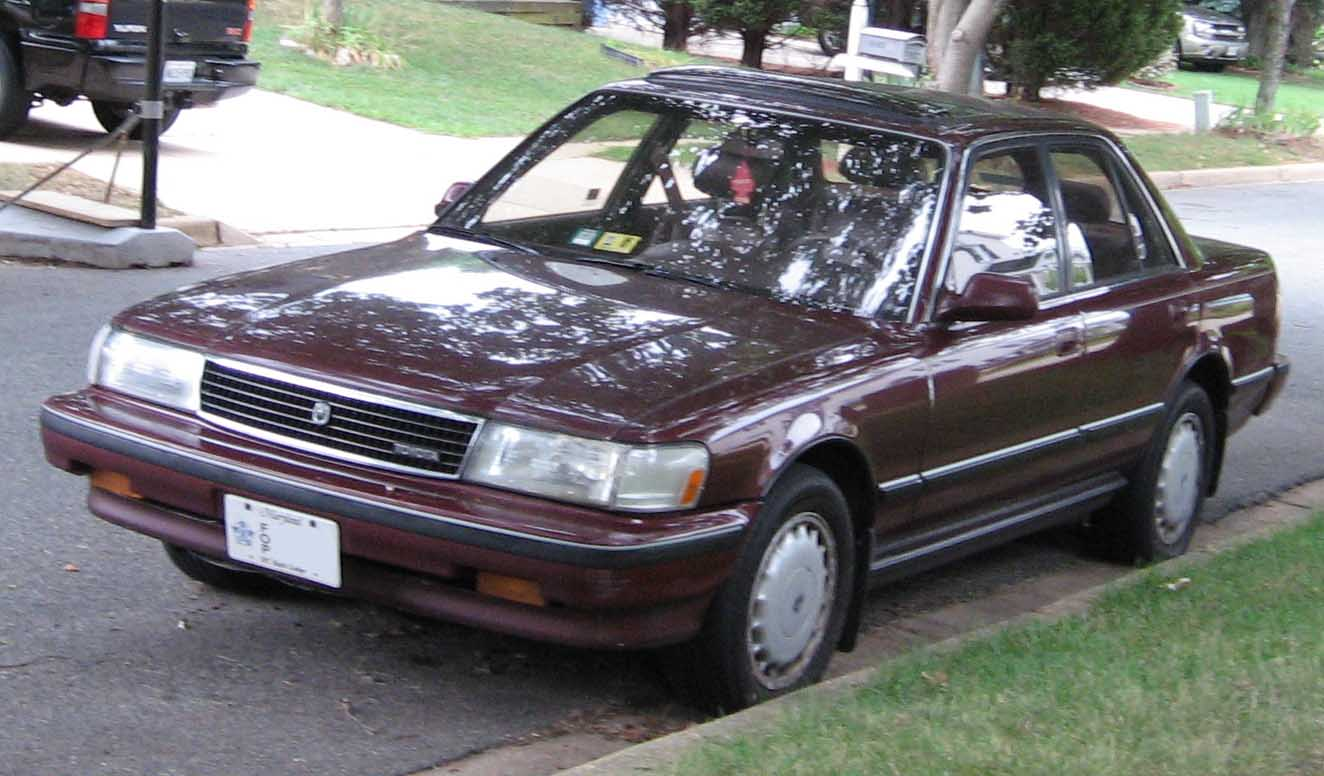
MX83クレシーダ

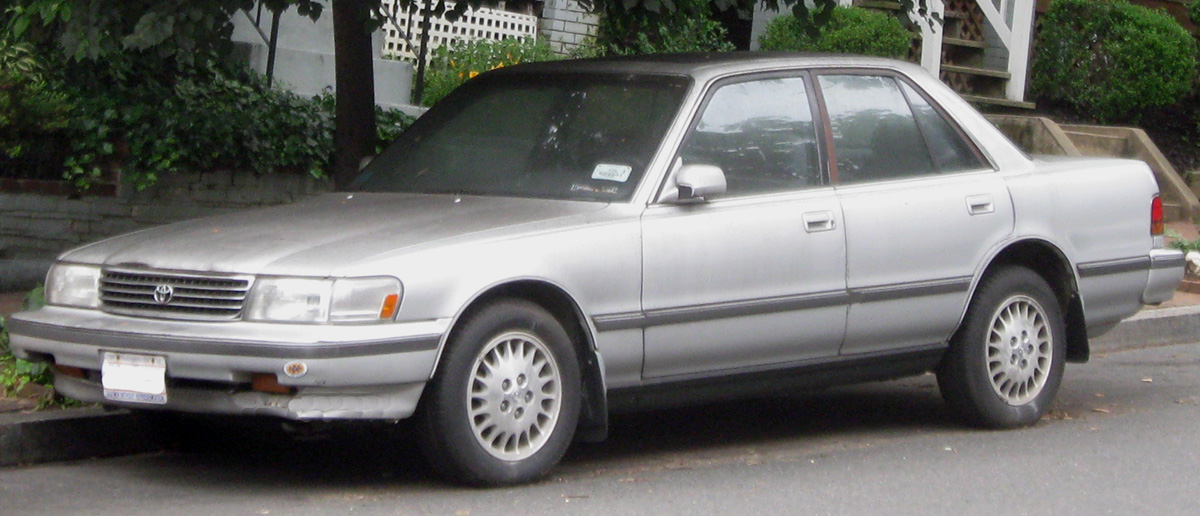
後期型

7M-GE 3.0Lエンジンを搭載した。ワゴン・ハードトップが消滅し、セダンのみとなった。このモデルを最後にクレシーダは廃止され、アバロンが間接的な後継となった。

## 販売台数
| モデルイヤー | 北米 販売台数 |
| ------------ | ------------- |
| 1977         | 2,526         |
| 1978         | 12,484        |
| 1979         | 11,910        |
| 1980         | 11,627        |
| 1981         | 29,583        |
| 1982         | 37,448        |
| 1983         | 39,755        |
| 1984         | 34,456        |
| 1985         | 45,286        |
| 1986         | 42,180        |
| 1987         | 21,968        |
| 1988         | 14,035        |
| 1989         | 23,785        |
| 1990         | 12,710        |
| 1991         | 9,415         |
| 1992         | 3,528         |
| 1993         | 322           |
| 1994         | 5             |
| 1995         | 2             |
| Total        | 318,596       |

## 関連事項
- トヨタ・マークII
- トヨタ・クレスタ
- トヨタ・M型エンジン